# Viburnum parviflorum
Viburnum parviflorum är en desmeknoppsväxtart som beskrevs av Carl Friedrich Philipp von Martius och Gal. Viburnum parviflorum ingår i släktet olvonsläktet, och familjen desmeknoppsväxter. Inga underarter finns listade i Catalogue of Life.